# Enoplognatha giladensis
Enoplognatha giladensis es una especie de araña araneomorfa del género Enoplognatha, familia Theridiidae. Fue descrita científicamente por Levy & Amitai en 1982.
Habita en Israel.